# Novak (ime)
Novak je moško osebno ime.

## Izvor imena
Tako ime kot tudi priimek Novak izhajata iz besede novák v pomenu besede »novinec; v fevdalizmu naseljenec na neobdelani zemlji, zlasti hribovski«. Novak kot krstno ime se pojavlja v novejšem času in se na Slovenskem uveljavilo vsaj delno tudi s priseljevanjem iz drugih nekdanjih jugoslovanskih republik (predvsem je razširjeno pri Srbih in Črnogorcih), kar velja še zlasti za različice imena.

## Različice imena
- moške različice imena: Novica, Novko, Novo
- ženska različica imena: Novka
- izvedenka (patronimik) iz imena Novak je priimek Novaković, pa tudi Novakov

## Pogostost imena
Po podatkih Statističnega urada Republike Slovenije je bilo na dan 31. decembra 2007 v Sloveniji število moških oseb z imenom Novak: 112.

## Osebni praznik
Osebe z imenom Novak bi koledarsko lahko uvrstili k imenu Neonila, ki goduje 17. januarja.

## Znane osebe z imenom Novak
- Novak Đoković (*1987), srbski teniški igralec
- Novak Kilibarda (1934—2023), črnogorski književnik, literarni zgodovinar in univ. profesor, politik
- Novak Martinović (*1985), srbski nogometaš
- Novak Novak(ović) (1928—1995), srbski pisatelj, humorist, novinar, filmski in TV-scenarist
- Novak Radonić (1826—1890), srbski slikar
- Novak Roganović (1932—2008), vojvodinsko-srbski nogometaš
- Novak Simić (1906—1981), hrvaški pesnik in pisatelj
- Novak Simović (*1982), srbski nogometaš
- Novak Tomić (1936—2003), srbski nogometaš
- Novak Zuber (1922—2014), ameriški jedrski strokovnjak črnogorskega rodu, zunanji sodelavec IJS
- Starina Novak (romunsko Baba Novac) (~1530—1601), srbsko-romunski hajduk bolgarskega porekla, protiturški bojevnik, narodni junak